# Gunther van Thüringen

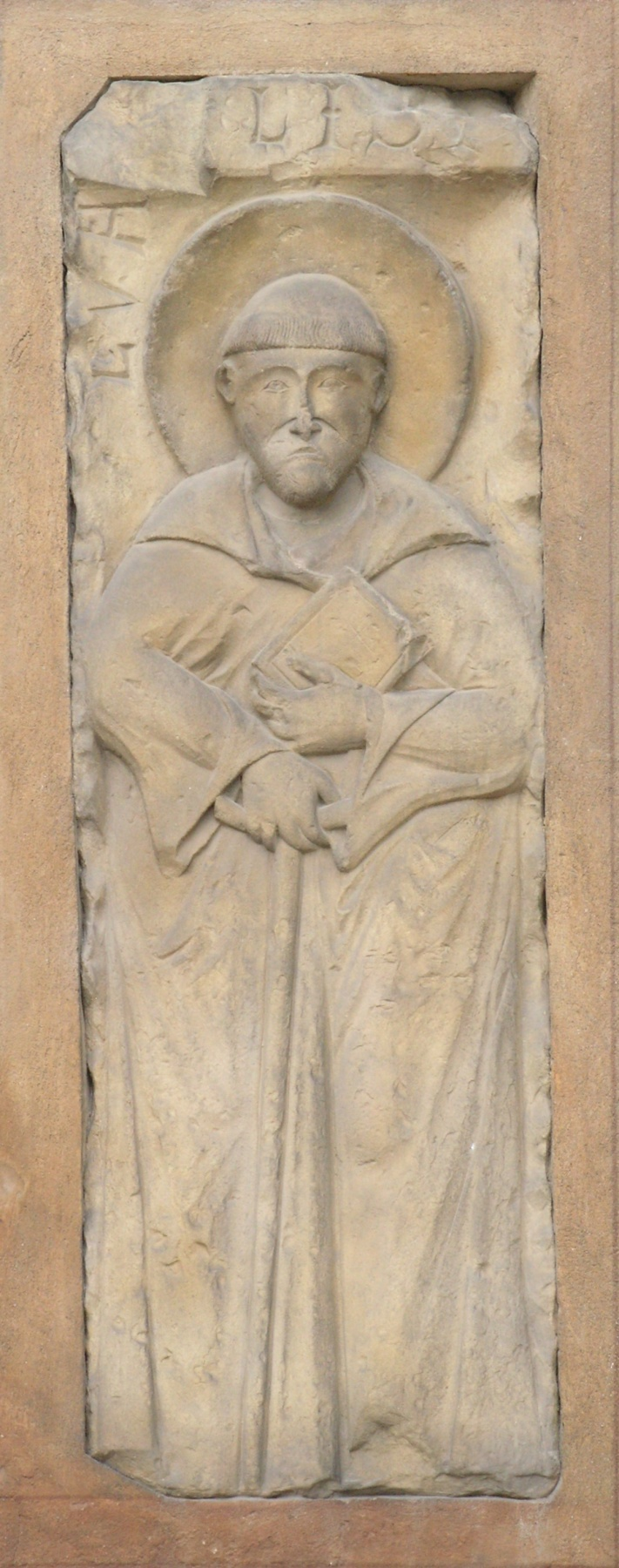
Steenplaat van Gunther.

Gunther van THüringen (onzeker: ca. 955 – 9 oktober 1045 aan Gunthersberg bij Gutwasser, Bohemer Woud) was een kluizenaar. Alternatieve namen voor hem zijn Gunther van Niederalteich en Gunther van Bohemen. De benedictijn was de stichter van de Abdij van Rinchnach.

## Leven
Gunther was een Thüringse gouwgraaf, over wiens herkomst geen zekere gegevens zijn overgeleverd. Hij werd mogelijk rond 955 in Schwarzburg geboren. Gunther was mogelijk afkomstig uit het huis Schwarzburg en was een verwant van keizer Hendrik II de Heilige. Volgens enkele bronnen zou hij een zwager van Stefanus van Hongarije zijn geweest, maar dit is onwaarschijnlijk, daar Stefanus' vrouw Gisela van Beieren tot de familie van de Liudolfingen behoorde.
Wanneer Hendrik II in 1005 Godehard als nieuwe abt van Hersfeld aanwees, betekende dit voor Gunther een drastische wending in zijn leven. Hij liet op Kerstdag 1005 zijn wereldlijk leven achter zich en trad toe tot de benedictijnen. Hij droeg zijn bezit over op de Abdij van Hersfeld en de Abdij van Göllingen.
Na een pelgrimstocht naar Rome werd Gunther in 1006 als novice in de abdij van Niederaltaich opgenomen. In 1008 trok hij zich als kluizenaar terug in het Beierse Woud en leefde in de buurt van Lalling op de Ranzingerberg.
In 1011 trok hij met een groep van benedictijnen dieper in de wouden van het gebergte om daar een klooster te stichten. Na acht jaren werken waren de rooiingswerken en de bouw zover opgeschoten, dat het klooster van Rinchnach op 29 augustus 1019 door bisschop Berengar van Passau werd ingewijd. Het klooster was in die tijd de eerste vestiging in het midden van het Beierse Woud en werd een vertrekpunt voor de kolonisatie van het Beierse en Boheemse Woud.
Op hoge leeftijd stond hij in 1040 de leiding van het klooster af, dat door Hendrik III aan het klooster van Niederaltaich werd overgedragen. Gunther trok door het Boheemse Woud en vestigde zich als hermiet in een onbewoonde streek aan het Beierse Pad. In zijn kluizenaarswoning onder de Guntherrots (Vintířova skála) op de 1006 m hoge Gunthersberg (Březník) bij Gutwasser (gemeente Hartmanice) stierf hij ten slotte op 9 oktober 1045.
Hertog Břetislav I liet zijn stoffelijk overschot naar het klooster Břevnov overbrengen. Tijdens de Hussietenoorlogen werden Gunthers gebeente verstrooid.
Gunther is tot op vandaag de dag niet officieel gecanoniseerd. Zijn verering als heilige wordt echter wel door verscheidene pauselijke bullen en decreten goedgekeurd en aanbevolen. Zijn gedenkdag is op 9 oktober.
Voorstelling: bij Gutwasser en Břevnov wordt Gunther in een pij met boek en staf of kruisstaf voorgesteld. In Niederaltaich en Rinchnach bevinden zich voorstellingen van hem als monnik met een hak (zoals in het wapen van Rinchnach).

## Varia
In Rinchnach – ook als "Guntherort" bekend – werden sinds de jaren 50 van de 20e eeuw regelmatig theaterfestivalspelen georganiseerd, in dewelke het leven van Gunther werd gethematiseerd.
De Gunthersteen in het Beierse Woud is naar de heilige vernoemd.